# Christian Buttkereit

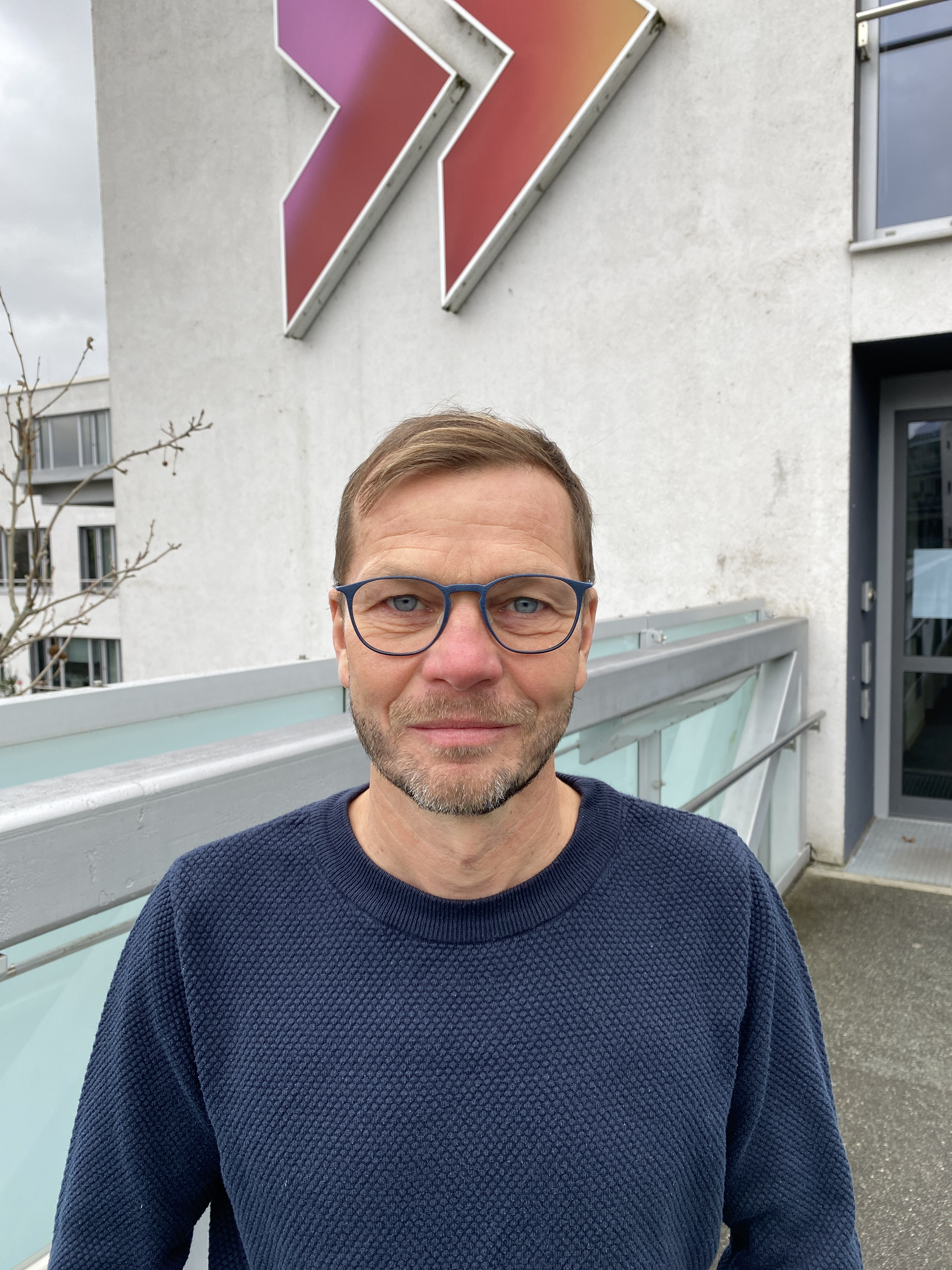
Christian Buttkereit

Christian Buttkereit (* 1967 in Detmold) ist ein deutscher Journalist und Hörfunkmoderator.

## Ausbildung
Christian Buttkereit wuchs in Ostwestfalen auf und schloss 1985 die Realschule in Lage ab. Nach seiner Schulzeit machte er eine Berufsausbildung als Koch, die er 1988 abschloss. Schon während dieser Ausbildung arbeitete er als Freier Mitarbeiter für das Anzeigenblatt Lippe aktuell und das Westfalen-Blatt. Außerdem veröffentlichte er zahlreiche Reisereportagen und einen Reiseführer über Radwandern in der Türkei. Von 1989 bis 1991 machte er seinen Zivildienst bei einer Flüchtlingshilfe-Einrichtung in Lemgo.
Von 1991/1992 machte Buttkereit ein journalistisches Volontariat beim neu gegründeten Lokalsender Radio Lippe. Später schloss er von 2008 bis 2010 den berufsbegleitenden Studiengang Qualitätsjournalismus am Internationalen Journalistenzentrum der Universität für Weiterbildung Krems in Österreich mit dem Master-Grad ab.

## Journalistischer Werdegang
Nach dem Volontariat arbeitete Christian Buttkereit ab 1992 als Redakteur beim Reiner H. Nitschke-Verlag. Danach wechselte Buttkereit wieder zum Hörfunk und arbeitete als Moderator bei Radio Lippe und Radio Herford sowie als Reporter beim Westdeutschen Rundfunk in Köln. Ab 1995 war er am Aufbau des neuen Bürgerfunksenders Radio Aktiv in Hameln beteiligt. 
Ab 2001 arbeitete Buttkereit beim Norddeutschen Rundfunk in Hannover als Redakteur, Reporter und Moderator bei NDR 1 Niedersachsen und NDR Kultur.

### Korrespondent in Mainz und Istanbul
2007 wechselte Christian Buttkereit zum Südwestrundfunk nach Mainz, wo er zunächst Redakteur und Moderator bei SWR4 Rheinland-Pfalz war. Seit 2009 arbeitet Buttkereit als landespolitischer Korrespondent in der Redaktion Landespolitik Rheinland-Pfalz beim SWR in Mainz.
Von 2016 bis 2021 war er Hörfunk-Korrespondent und Studioleiter im ARD-Auslandsstudio in Istanbul, wo er für die Berichterstattung aus der Türkei, Griechenland, Zypern und dem Iran verantwortlich war. Im Juli 2022 war er vertretungsweise Korrespondent im ARD-Auslandsstudio in Kairo, wo er für die Berichterstattung aus Ägypten und unter anderem dem Irak, dem Jemen, Libyen, Syrien und dem Sudan zuständig war.
Seit 2021 ist Buttkereit wieder als landespolitischer Korrespondent beim SWR in Mainz tätig. Er ist Mitglied der Landespressekonferenz Rheinland-Pfalz.

## Werke
- Radwandern in der Türkei, Rutsker/Hayit 1990